# Edmond Vandercammen
Edmond Vandercammen, né à Ohain le 8 janvier 1901 et mort à Uccle le 5 mai 1980, est un peintre et poète belge d'expression française.

## Biographie
Edmond Vandercammen (1901-1980) est né Ohain, en Belgique en 1901. Studieux, il fréquente l''Ecole Normale de Nivelles et s'intéresse vite à la poésie. En 1920, il devient instituteur à Ixelles, puis il enseigne le français à l'Ecole professionnelle commerciale de la même commune. Il suit également en élève libre les cours de pédagogie, psychologie, sociologie et anatomie à l'Université Libre de Bruxelles. 
Il étudie ensuite à l'Académie des Beaux-Arts de Bruxelles de 1921 à 1924. Il participe activement à l'avant-garde belge durant une quinzaine d'années. Pendant les années 1920, il expose à Paris avec son ami Pierre-Louis Flouquet à la Galerie Povolovsky. En 1927 il expose à Paris avec Constantin Brancusi. Il participe en 1929 à l'Exposition d'Art Abstrait. Il collabore à la Revue 7 Arts avec d'autres artistes tels que Magritte et fonde avec Flouquet, le Journal des Poètes en 1930. Il s’intéresse à la poésie hispanique et traduira par la suite les œuvres de nombreux poètes comme Manuel Maples Arce, Fernando Paz Castillo, Narciso de Andrade,   Lope de Vega, Pablo Neruda et Garcia Lorca. Il a revu plusieurs de livres de poètes espagnols comme Los encuentros, de Vicente Aleixandre, Amor solo, de Gerardo Diego, La madre, de Ramón de Garciasol et Conjugación poética del Greco, de Juan Antonio Villacañas: "Livres espagnols", Le Journal des Poètes, 1959. Il abandonne la peinture à la fin des années 1930 pour se consacrer à la poésie, mais refuse de publier pendant la Seconde Guerre mondiale. Il est élu membre de l'Académie royale de langue et de littérature françaises de Belgique en 1952. Il remporte le Grand Prix International de poésie en 1977.

## La redécouverte du peintre
Surtout connu comme poète, son œuvre artistique est passée inaperçue jusqu'au début des années 1980. En 1981, la galerie Bortier à Bruxelles, organise une rétrospective de ses peintures. En 1987, la galerie De Jonckeere, également à Bruxelles, organise une autre exposition. Les expositions se succèdent ensuite régulièrement à Paris, New-York, Los Angeles et Londres. 
Le style de ses peintures est typique de l'école belge de peinture moderne. Ses premières œuvres sont d'un style cubiste et coloré, plus tard, sa peinture se rapproche du  surréalisme, mais conserve des éléments cubistes et des réminiscences de l'art africain traditionnel.

## Œuvres
- Innocence des solitudes, 1931
- Le Sommeil du laboureur, 1933
- Naissance du sang, 1934
- Saison du malheur, 1935
- Tu Marches dans ma nuit, 1936
- Ami poète..., 1937
- Océan, 1938
- Hommage à Federico Garcia Lorca, 1938
- Grand combat, 1946
- La Nuit fertile, 1948
- L'Étoile du berger, 1949
- La porte sans mémoire : poèmes, 1952
- Faucher plus près du ciel, 1954
- Zoum Walter, Éditions de la Galerie Breughel, Bruxelles, 1957.
- Les Abeilles de septembre, 1959
- Poèmes choisis, 1961
- Le Sang partagé, 1963
- Le Jour est provisoire, 1966
- Horizon de la Vigie, 1970

## Un extrait de poème
Trois chevaux
Trois chevaux dorment dans la prairie ;
Ils ont chaud de l'herbe et de leur sang,
La neige éternelle de leurs yeux
Doucement fond à leurs paupières ;